# بيلي كراوفورد
بيلي كراوفورد (بالإنجليزية: Billy Crawford)‏ (و. 1982 – م) هو مغن، وممثل، ومغن مؤلف، وكاتب غنائي من الولايات المتحدة الأمريكية . ولد في مانيلا .

## روابط خارجية
- بيلي كراوفورد على موقع IMDb (الإنجليزية)
- بيلي كراوفورد على موقع ألو سيني (الفرنسية)
- بيلي كراوفورد على موقع ميوزك برينز (الإنجليزية)
- بيلي كراوفورد على موقع أول ميوزيك (الإنجليزية)
- بيلي كراوفورد على موقع ديسكوغز (الإنجليزية)
- بيلي كراوفورد على موقع قاعدة بيانات الفيلم (الإنجليزية)